# 移植片対腫瘍効果
移植片対腫瘍効果（いしょくへんたいしゅようこうか、英: Graft versus tumor effect、略称: GvT）は、同種造血幹細胞移植（HSCT）後に表われる。移植片はレシピエント（受給者）に対して有益なドナー（提供者）のTリンパ球を含む。ドナーのT細胞はホスト（宿主）に残った悪性T細胞（移植片対白血病）あるいは幅広い種類の腫瘍を攻撃する。GvTは腫瘍特異的あるいはレシピエント特異的同種抗原を認識した後に生じるかもしれない。悪性血液疾患の寛解あるいは免疫による制御を導くかもしれない。この効果は骨髄腫、リンパ性白血病、多発性骨髄腫、もしかすると乳がんに当てはまる。GvT効果は移植片対宿主病（GvHD）現象と密接なつながりがある。CD4陽性CD25陽性制御T細胞（Treg）は、有益なGvT効果を失うことなくGvHDを抑制するために使うことができるかもしれない。GvT応答の生物学はまだ完全には理解されていないが、血液細胞に特異的または多くの組織細胞により広く発現している多型副組織適合抗原あるいは腫瘍関連抗原との反応が関与している可能性が高い。この応答は主に細胞障害性T細胞（CTL）によって媒介されるが、特にT細胞減少型HLA半合致HSCTにおいては別のエフェクターとしてのナチュラルキラー細胞（NK細胞）によって利用されているかもしれない。